# 松本規之
松本 規之（まつもと のりゆき）は、日本の漫画家、イラストレーター、F&C出身。埼玉県所沢市在住。

## 作品リスト

### 漫画作品
- 陽だまり少女紀行 - 『月刊COMICリュウ』（徳間書店）連載
- A君（17）の戦争 I, THE TYCOON?（原作・シナリオ：豪屋大介） - 『月刊ドラゴンエイジ』（富士見書房）連載
- 黒きレ・ヴォルゥ 〜仮面の怪盗少女〜（原案・設定協力：古橋秀之） - 『月刊ドラゴンエイジ』（富士見書房）連載
- 南鎌倉高校女子自転車部[2] - 『月刊コミックブレイド』（マッグガーデン）連載

### 画集
- 凛 -松本規之画集- （エンターブレイン）
- 南鎌倉高校女子自転車部（密林社）
  - concept book
  - Bicycle Review book VOL01
  - Bicycle Review Book VOL02
- 松本規之画集 RIDE ON -画業20周年記念画集-（マッグガーデン）

### 小説イラスト
- 描きかけのラブレター（著：ヤマグチノボル、富士見ミステリー文庫）
- 遠く6マイルの彼女（著：ヤマグチノボル、富士見ミステリー文庫）
- 緋華Sparkling!（著：藤原征矢、ホビージャパン）
- 秘密結社でいこう!（著：伊豆平成、角川スニーカー文庫）
- ミニスカ宇宙海賊（著：笹本祐一、朝日ノベルズ）

### イラスト
- COMIC阿吽A-UN 表紙

### ゲーム
- バーチャコールシリーズ（一部原画）
- ロマンスは剣の輝き（一部原画）
- univ（一部原画）
  - 〜恋･はじまるよっ〜
  - 〜愛･おまたせっ〜